# Lívia Falcão
Lívia Falcão (Garanhuns, 30 de agosto de 1968) é uma atriz brasileira.

## Biografia
Lívia iniciou sua carreira de atriz no teatro aos quinze anos de idade, e aos 17 anos foi premiada como Atriz Revelação por sua atuação na peça "A Cantora Careca", de Ionesco. De lá para cá não parou mais de atuar.
Em 1986, recebeu o Prêmio de Melhor Interpretação no I Festival Nacional de Humor, com o monólogo "Criadas da Glória", escrito e dirigido por João Falcão. Recebeu prêmios também por interpretações em "Caxuxa", "Mamãe Não Pode Saber" de João Falcão e "Caetana", de Moncho Rodriguez. No teatro pernambucano atuou ainda em "Mão na Luva", de Vianinha, "Deus", de Woody Allen, "A Ver Estrelas", de João Falcão, entre outros. Em 1999, Lívia faz sua estréia como diretora teatral com a peça "Dom Chicote Mula Manca", e em 2008 dirigiu "A Árvore de Julia".
No Rio de Janeiro fez parte do elenco da peça Lisbela e o Prisioneiro de Guel Arraes e Nada de Pânico com direção de Enrique Diaz. Em 1987, também no Rio de Janeiro, Lívia começou a fazer cinema como assistente de direção do longa-metragem Casa Grande Senzala & Cia de Joaquim Pedro de Andrade. Já em 1988 foi estagiária de assistente de direção no longa-metragem "Super Xuxa Contra o Baixo Astral" e no longa Kuarup, de Ruy Guerra. Em 2002. atuou nos filmes de longa-metragem  Lisbela e o Prisioneiro, de Guel Arraes, Onde Anda Você? de Sérgio Rezende, além de ser a responsável pelo casting e preparação de elenco do longa-metragem "O Diabo a 4" de Alice de Andrade. Em 2006 a atriz atuou no longa-metragem  "O Homem que Desafiou o Diabo" de Moacyr Góes.
Na televisão, entre os trabalhos mais importantes estão as novelas Belíssima, de Sílvio de Abreu, e Eterna Magia, de Elizabeth Jhin, ambas na TV Globo. Realizada com o reconhecimento na TV, no teatro e no cinema, Lívia só se ressente da saudade, quando está longe dos filhos Leo, 18, e Olga, 17, que moram no Recife. “A solidão é difícil, mas sei que faz parte do caminhar e sei também que eles se realizam comigo. Pois desde miúdos vêem e conhecem a batalha da minha profissão”, revelou em entrevista.
Junto com as atrizes Leandra Leal e Fernanda Boechat tem uma produtora denominada 3meninas, que investem na contratação de  bandas novas e reveladoras. A produtora surgiu com a amizade entre as três.

## Filmografia

### Televisão
| Ano  | Título                             | Papel                     | Notas                      |
| ---- | ---------------------------------- | ------------------------- | -------------------------- |
| 2001 | A Grande Família                   | Babá                      | Episódio: "Pai Por Um Dia" |
| 2006 | Belíssima                          | Regina da Glória Teixeira |                            |
| 2007 | Amazônia, de Galvez a Chico Mendes | —                         |                            |
| 2007 | Eterna Magia                       | Flora O'Ryen              |                            |
| 2013 | Louco por Elas                     | Tânia (Mozinho)           | 1 episódio                 |
| 2015 | Amorteamo                          | Maria                     | 5 episódios                |
| 2021 | Chão de Estrelas                   | Eugênia                   | [ 1 ]                      |

### Cinema
| Ano  | Título                       | Papel          |
| ---- | ---------------------------- | -------------- |
| 1989 | Kuarup                       |                |
| 2003 | Lisbela e o Prisioneiro      | Francisquinha  |
| 2004 | Onde Anda Você               | Clotilde       |
| 2006 | A Máquina                    |                |
| 2007 | O Homem que Desafiou o Diabo | Dualiba        |
| 2011 | País do Desejo               | Tereza         |
| 2014 | Sangue Azul                  |                |
| 2016 | Bode de Natal                | Fátima         |
| 2017 | Entre Irmãs                  | Dona Conceição |

### Dublagem
| Ano  | Título                                | Papel     |
| ---- | ------------------------------------- | --------- |
| 2007 | A Incrível Casa de Eva (1ª temporada) | Eva Funck |
| 2007 | A Incrível Casa de Eva (2ª temporada) | Eva Funck |

## Teatro
| Título                  |
| ----------------------- |
| Caetana                 |
| Mamãe Não Pode Saber    |
| Lisbela e o Prisioneiro |
| A Máquina               |